# Lucas Estevan Soares
Lucas Estevan Soares (Curitiba, 24 de julho de 1990) é um cineasta, roteirista, produtor, ator e músico brasileiro.
Atuante na cena independente, trabalhou, no Brasil e no exterior, em diversos filmes, tornando-se mais conhecido por Trilhos Independentes e Coração de Neon.

## Biografia
Lucas nasceu em Curitiba em 1990, vivendo toda a infância e adolescência no Boqueirão, um dos maiores bairros da capital paranaense. Em 2007 iniciou a carreira de ator, integrou a companhia de teatro Teatratividade e, dirigido por Reikraus Benemond, atuou em diversos espetáculos teatrais no sul do Brasil.
Mudou-se para o Rio de Janeiro em 2009 e ingressou no bacharelado de Cinema da Universidade Estácio de Sá. No ano seguinte dirigiu e roteirizou seu primeiro filme, Kabbalah, um média-metragem de caráter experimental. Depois vieram os curtas-metragens Ausência de Nós e The Airport Date. Com este último participou de festivais dentro e fora do país, como o Arouca Film Festival 2012, creditado no evento como “Terminal 2”.
Trilhos Independentes
Após 2 anos de Rio emigrou para os Estados Unidos. Nesse mesmo 2011, em Los Angeles, filmou Passaporte dos Sonhos, com atores de 10 nacionalidades e falado em 5 idiomas, no qual o diretor e roteirista também participou como ator. Recebeu uma proposta de trabalho para gravar nas Filipinas, aceitou, e transferiu-se para a Ásia.
No sudeste asiático realizou Ends Meat (em Manila), Bojou (Nagoia, Japão) e o documentário De um Novo Fernando para o Brasil (Ilhas Phi Phi, Tailândia). Na Oceania, em Melbourne, Austrália, filmou Alegorias de Nós, no qual novamente atuou.
Já na Europa integrou o elenco do filme Special Delivery, gravado em Roma, Itália, pelo diretor siciliano Andrea Traina. Por sua atuação ganhou o prêmio de “Melhor Ator de Curta Metragem” no Festival Musa D’Argento, realizado na Sicília em 2016.
Lucas reuniu as obras Ausência de Nós, The Airport Date, Passaporte dos Sonhos, Ends Meat, Bojou, De um Novo Fernando para o Brasil e Alegorias de Nós e lançou um novo produto, intitulado Trilhos Independentes. Atravessou 2012 e 2013 viajando por países da Europa, África e América Latina exibindo seus filmes e compartilhando suas ideias e experiências relativas ao cinema independente em diversas mostras e festivais como no 56o Café Com Filmes (CCFilmes 2012), em Portugal, no 10o Oberá en Cortos Film Festival, na Argentina, e na 12a Mostra do Filme Livre (MFL 2013), no Brasil.
International House of Cinema
Em outubro de 2012 Lucas Estevan Soares fundou em Curitiba a empresa produtora de audiovisual International House of Cinema (IHC). Passou a produzir vídeos comerciais, como a homenagem da Volvo ao Dia do Marinheiro, e a colaborar com a cena musical local, como na parceria com P.A & P.H ou integrante da banda Rap Acústico.
Nesse período, em 2014, casou-se com Rhaissa Gonçalves, que se tornou sua sócia na IHC e também divide com Lucas a função de produtora.[carece de fontes?]
Dois anos depois a IHC lançou o citado Special Delivery, que rendeu a Soares o prêmio de “Melhor Ator de Curta Metragem” no Festival Musa D’Argento 2016, na Itália, e o documentário Café em Leves Devaneios, dirigido por ele em Minas Gerais.
Em 2017 a IHC abriu em Miami (EUA) sua segunda unidade, passando a atender também o mercado daquele país. Lançou nesse ano dois curtas realizados em 2011, Twisted Lines, filmado em Nova York, e Portraits in the Water, rodado em Singapura. Em 2021 a empresa criou uma distribuidora para comercializar principalmente produções próprias.
Coração de Neon
A repercussão do clipe “# Boquera”, lançado em 2018, motivou o início dos trabalhos em uma ideia surgida em 2014, a produção de um longa-metragem com um carro de telemensagens no centro da trama e o bairro Boqueirão como pano de fundo.
O filme, financiado com recursos da IHC (sem apoio de programas públicos de incentivo) ao estilo cinema de guerrilha, foi gravado no final de 2019, com a pós-produção ocorrendo no ano seguinte, já durante a pandemia de covid-19. Em 2022 o primeiro longa de Lucas Estevan Soares, que além de dirigir, roteirizar e atuar também compôs e participou da produção do filme e da trilha sonora, percorreu o circuito nacional e internacional de festivais de cinema, sendo bem recebido pela crítica geral (incluindo ser chamado em Cannes (França) de “grande exemplo do novo cinema popular brasileiro”) e premiado em Houston (EUA), Moscou (Rússia) e no Espírito Santo. Coração de Neon fez sua estreia no circuito comercial brasileiro em 9 de março de 2023.

## Filmografia
| Ano  | Titulo                                        | Creditado como             | Tipo           |
| ---- | --------------------------------------------- | -------------------------- | -------------- |
| 2010 | Kabbalah                                      | Diretor e roteirista       | Média-metragem |
| 2012 | Ausência de Nós                               | Diretor e roteirista       | Curta-metragem |
| 2012 | The Airport Date (originalmente "Terminal 2") | Diretor e roteirista       | Curta-metragem |
| 2012 | Passaporte dos Sonhos                         | Diretor, roteirista e ator | Curta-metragem |
| 2012 | Ends Meat                                     | Diretor e roteirista       | Curta-metragem |
| 2012 | Bojou                                         | Diretor e roteirista       | Curta-metragem |
| 2012 | De um Novo Fernando para o Brasil             | Diretor e roteirista       | Documentário   |
| 2012 | Alegorias de Nós                              | Diretor, roteirista e ator | Curta-metragem |
| 2012 | Trilhos Independentes                         | Diretor, roteirista e ator | Média-metragem |
| 2016 | Special Delivery                              | Ator                       | Curta-metragem |
| 2016 | Café em Leves Devaneios                       | Diretor                    | Curta-metragem |
| 2017 | Twisted Lines                                 | Diretor e roteirista       | Curta-metragem |
| 2017 | Portraits in the Water                        | Diretor, roteirista e ator | Curta-metragem |
| 2023 | Coração de Neon                               | Diretor, roteirista e ator | Longa-metragem |

## Prêmios e indicações
| Ano  | Prêmio/Festival                                | Categoria                             | Obra             | Resultado |
| ---- | ---------------------------------------------- | ------------------------------------- | ---------------- | --------- |
| 2016 | Festival Musa D'Argento                        | Melhor Ator de Curta-Metragem         | Special Delivery | Venceu    |
| 2022 | 55o WorldFest Houston                          | Troféu Remi - Prêmio Especial do Júri | Coração de Neon  | Venceu    |
| 2022 | 44o Festival Internacional de Cinema de Moscou | Melhor Filme em Língua Estrangeira    | Coração de Neon  | Venceu    |
| 2022 | 5o FestCine Pedra Azul                         | Melhor Filme                          | Coração de Neon  | Venceu    |
| 2022 | 5o FestCine Pedra Azul                         | Melhor Direção                        | Coração de Neon  | Venceu    |
| 2022 | 5o FestCine Pedra Azul                         | Melhor Roteiro                        | Coração de Neon  | Venceu    |
| 2022 | 5o FestCine Pedra Azul                         | Melhor Ator                           | Coração de Neon  | Indicado  |